# X-ファイル
『X-ファイル』（エックスファイル、原題：The X-Files）は、1993年から2002年にかけてアメリカで製作されたSFテレビドラマ（海外ドラマ）である。超常現象をテーマにしたストーリー展開や映画並みのロケが話題となり、世界中でヒットした。製作総指揮はクリス・カーター。2016年1月からアメリカでシーズン10にあたるミニシリーズが放送されており、2018年にはシーズン11が放送された。
2024年7月30日、シーズン11のその後を描いた小説『The X-Files: Perihelion』が出版される予定である。

## 概要
本シリーズは、UFO、UMA、オカルトなど科学では説明の付かない超常現象のまつわる事件に、2人のアメリカ連邦捜査局（FBI）捜査官が取り組むという内容である。超常現象に対し肯定的な男性捜査官モルダーと、懐疑的な女性捜査官スカリーの対照的なコンビが、対立しながらも信頼し合っていく描写も魅力である。モルダー捜査官は、幼い頃に妹を宇宙人に誘拐されており、「妹探し」がシリーズ全体を通してのテーマとなっているが、基本的には、毎回ひとつの事件に取り組むという一話完結の物語である。事件が万事解決するとは限らず、謎を残したまま終わることも多い。また、各登場人物に纏わる過去のエピソードや揺れる心理描写が描かれる。
その一方で非定期的に登場し、物語の根幹を成す「ミソロジー（神話）」が劇中で展開される。これは主にエイリアンに纏わるもので『米国政府が隠蔽を続けている異星人との接触・研究施設・解剖などの実験・秘密協定・誘拐事件と被害者の変化・人類の進化あるいは滅亡』という深遠かつ一貫性を持つシナリオが展開される。ここでは、秘密組織の内部告発者の登場と死。モルダーの妹サマンサ失踪に関する真相と謎。モルダーと宿敵キャンサーマンとの関係。誘拐され人体実験の被害者となったスカリー。スカリー、スキナーの生命の危機。モルダーの拉致と帰還といった主要登場人物に関する伏線の開示、新人物の登場、何者かの介入、生じる新たな伏線といった極めて重要なエピソードが語られ、物語の重要な転換点となると同時に謎が新たな謎を呼ぶ展開となる。また一話完結型のエピソードで醸成された各登場人物たちの関係性がミソロジーにおいて登場人物たちが危機を切り抜ける鍵となる。
シーズン初期は殺人事件に絡むシリアスで重苦しい雰囲気のエピソードがほとんどで、予算の不足により描写も曖昧であったが、人気を獲得しシーズンが進むにつれ、パロディ・コメディ・ファンタジー的なエピソードも披露されるようになり、予算をつぎ込んだ大掛かりなものも多くなる。その一方で全編モノクローム処理（第5シーズン「プロメテウス」）のエピソードなど視聴者やファンを飽きさせない様々な試みを行っている。またメイン脚本はシリーズ監督のクリス・カーター自身とハワード・ゴードン、グレン・モーガン、ジェームズ・ウォンらだが様々な脚本家・作家が参加。スティーブン・キング（第5シーズン「ドール」）、主演のデイヴィッド・ドゥカヴニー（第6シーズン「アンナチュラル」、第7シーズン「ハリウッドA.D」ほか原案多数）、ジリアン・アンダーソン（第7シーズン「宿縁」）も脚本参加している。また同じくクリス・カーター製作の『ミレニアム』とのクロスオーバー作としてミレニアムの主人公フランク・ブラック（ランス・ヘンリクセン）が出演するエピソード（第7シーズン「ミレニアム」）もある。
シリーズ終盤は、モルダーがUFOに誘拐され、代わりにドゲット捜査官が登場。かつてのモルダーの立場（超常現象肯定派）をスカリーが、スカリーの立場（超常現象懐疑派）をドゲットが引き継いでいる。これらの展開により、内容の許容範囲が広がった上、ストーリーにめりはりがついたことで長期シリーズを作り上げた。
オープニングと本編の間に通常「THE TRUTH IS OUT THERE（真実はそこにある）」とのキャプションが入るが、いくつかのエピソードでは内容にまつわる重大なキーワードに変わることもあり、ファンの期待感を煽っている。
作中の時間経過は現実にあわせてあり、一話目では90年代前半だったが、ミニシリーズとして復活したシーズン10は2016年の設定になっており、99年から2000年に西暦が変わる話も描かれたことがある。
日本では1994年よりレンタルビデオがリリースされブームとなり、1995年よりテレビ朝日系列各局で第3シーズンまで放送された。日本ではアメリカほどの大ヒットとまではいかなかったが根強い人気を獲得。レギュラー放送終了後、第4シーズン以降のミソロジー系（いわゆる政府の陰謀や異星人・UFO絡み）エピソードのうち幾つかが「Xファイル -特別編-」として『日曜洋画劇場』の枠で放送された。また一部ローカル局では深夜枠などで、同シーズン以降をレギュラー放送していたところもある。
2008年までに202話と劇場版2作が制作され、2016年に新作テレビシリーズとしては13年ぶりとなるシーズン10が放送された。

## あらすじ
FBIの捜査官フォックス・モルダーは組織内でもとびきりの「変人」として知られており、自他共に認めるオカルト信者かつ陰謀論者でありながら、数々の難事件を解決してきたキャリアを持つ。彼は事実上一人でX-ファイル課という閑職部門を担当していた。
そんなモルダーのもとにダナ・スカリーという組織内でもとびきりの才媛が送り込まれる。常識的かつ良識的な彼女は優秀な医師でもあり、｢自分の目で見た事象しか信じない」、「噂やヨタ話の類いは一顧だにしない」という現実主義者。スカリーはモルダーが幼少期に起きた「妹の失踪事件」という過去のトラウマを引き摺り続ける幼稚な男として軽蔑と懐疑の視線を向ける。
こうしてちぐはぐなコンビを組むことになった二人は事件捜査の過程で「人智を超えた」としか表現しがたい事象に数多く遭遇する。スカリーは自身のアイデンティティーを揺さぶられ、また随所で発揮するモルダーのプロファイリング能力と優れた洞察力に認識を改める。共に事件に遭遇することで二人は信頼関係を醸成していく。
そんなとき、二人の前に内部告発者（ディープ・スロート）が現れる。彼は米国政府が極秘裏に異星人を捕獲し、殺害した事実を伝えるが、ほどなくしてモルダーを庇い死亡する。彼の死に関わる謎の男キャンサーマンはやがて二人の宿敵として立ち塞がる。それは後に続く様々な出来事のほんの序章に過ぎなかった。

## スタッフ
- 製作総指揮：クリス・カーター
- 監督：ロブ・ボウマン、クリス・カーター他
- 脚本：クリス・カーター他
- 音楽：マーク・スノウ

## キャスト（準レギュラー含む）

### 主人公
フォックス・ウィリアム・モルダー（特別捜査官）：デイヴィッド・ドゥカヴニー（全シーズン）
1961年10月13日生まれ 身長183cm 住所はバージニア州アレクサンドリア Hegal Place 2630番地 42号室
オックスフォード大学で心理学を専攻し優秀な成績で卒業。突出したプロファイリングの才能を持つ優秀なFBI捜査官。X-ファイルの事件捜査については一見して事故や超常現象と無関係に見える事件についても、些細な矛盾点を鋭く突いて捜査を開始する。オカルトに関する知識と造詣が深く、UFOやUMAに限らず、民間信仰や魔術、都市伝説といった多岐に渡る広範な知識を持ち、『人智を超えた力の存在』、『国家的陰謀』という切り口から真相に迫る。バッジナンバーはJTT047101111（第2シーズン「幼虫」）。
1973年11月27日、妹のサマンサがエイリアンに誘拐される（第1シーズン「序章」、第2シーズン「リトル・グリーン・マン」ほか）。この一件はモルダーが凶悪犯罪課からX-FILE課に転属したきっかけにもなった（ちなみに、サマンサとは劇中において何度も再会しているように見えるが、それはあくまでも人工的に造られた彼女の単なるクローンである。本当の意味での再会は、第7シーズンで果たされることになる（第7シーズン、「存在と時間」Part.1、2））。
優秀な捜査官でありながら、超常現象事件を追い続けているため周囲の人間から「変人（スプーキー）」と呼ばれている（第1シーズン「序章」、「スクィーズ」など）。ただし一時期、CSマンの言葉やシンジケートの策略によって、超常現象事件の正体は当局が責任逃れのために捏造した偽物だと思い込んでいたことがある。
第7シーズン最終回にUFOに拉致されて（第7シーズン「レクイエム」）以降、次シーズンはしばらく不在となり、生還したあともスカリー出産後にはさらに深まる危険から身を守るために姿を隠す（第8シーズン「誕生 Part.2」）。第9シーズンでスクリーンに登場するのは最終回のみである（第9シーズン「真実 Part.1」、「真実 Part.2」）。
ヒロインであるスカリーとの個人的関係性（恋愛関係）はシーズン中盤以降は仕事面では阿吽の呼吸で信頼しあう得難いパートナー。私生活面では思春期の少年（モルダー）とうるさ型の母親（スカリー）といった具合でなかなか進展しない。
普段のファッションは、ジーパンにグレー（第2シーズン「リトル・グリーン・マン」、第4シーズン「ツングースカ Part.1」ほか）、白（第6シーズン「ミラグロ」、第9シーズン「真実Part2」ほか）、紺（第2シーズン「地底」）、黒（第1シーズン「落ちた天使」ほか）の無地のTシャツ（特にグレーが多い）、時に上に革のジャケットを着るという出で立ちである。またOMEGAの時計を着用している（第6シーズン「月曜の朝」、「スイート・ホーム」。複数所持しているか、OMEGAを好んで購入しているようで「月曜の朝」では日にちと曜日表示がある時計が登場するのに対して、「スイート・ホーム」では日にち表示だけの時計を着用している）。
ハンサムだがいわゆる「格好いい大人の男」的な魅力が希薄な人物であり、ひたむきなオタク少年がそのまま年を経たようなキャラクターが彼の魅力になっている。純粋で情に厚い性格だが少々おっちょこちょい。また、時には感情が高ぶることもあり、机、ゴミ箱等にあたったりもする（第5シーズン「吸血」など）。軽度の色覚異常（第3シーズン「電波」）であり、そのせいもあってか、劇中ネクタイの色のセンスの無さに関して、ローンガンメンほかから指摘を受けている。ヒマワリの種が大好物で、劇中よく口にしている（第1シーズン「スクィーズ」、第2シーズン「リトル・グリーン・マン」ほか）。また本人いわく寿司も好物とのこと（第2シーズン「宿主」）。苦手なものは火（第1シーズン「炎」）と昆虫（第3シーズン「害虫」）。好きなスポーツは野球（第6シーズン「アンナチュラル」ほか）、バスケットボール（第6シーズン「ファイト・ザ・フューチャー Part.1」、「スイートホーム」）。サマンサが誘拐された時にはバスケットボールチームのレプリカユニフォームを着ていた（第2シーズン「リトル・グリーン・マン」）。またX-FILE課の彼のデスクの後ろの棚にはバスケットボールが置いてある。PLAYBOYを毎号購入し、アダルトビデオも購入している。時にはストリップを覗くこともあるなど、性欲と女性への興味関心はある。
アパートの部屋番号は42（第6シーズン「ドリームランド Part.2」ほか）。間取りは1LDKと思われる。熱帯魚を飼っており、モルダーが失踪もしくは行方不明の際にはスカリーなどが餌をやりに来ている（第2シーズン「リトル・グリーン・マン」、第8シーズン「サーチ・フォー・モルダー Part.1」）。自宅のPCのパスワードは「TRUST NO1」（第2シーズン「リトル・グリーン・マン」）。自宅での睡眠は、8割方がソファーの上である。寝室は、モリス・フレッチャーが掃除、模様替えをするまでほぼ物置同然であった（第6シーズン「ドリームランド Part.2」）が、それ以後、モルダーのアパートでは禁止されているウォーターベッドが置かれることとなる（しかし、後日破裂（第6シーズン「月曜の朝」））。
大学時代、のちにロンドン警視庁の捜査官を務めることとなるフィービー・グリーンという女性と交際。その後捜査の協力をすることとなる（第1シーズン「炎」）。
X-FILE課のオフィスは彼の人柄を表すかのように、天井には鉛筆が突き刺さっており（第5シーズン「ドール」など）、壁中に超常現象がらみの新聞記事や写真、X-FILE課のシンボルと言ってもよい、UFOの写真をバックに「I WANT TO BELIEVE」（私は信じたい）と印刷された特大ポスターなどが貼ってある。このポスターはスカリーがX-FILE課に赴任してきた当時から貼ってあるもので、X-FILE課が火災に遭った際に焼失してしまう（第5シーズン「ジ・エンド」）が、その後、捜査協力者から同じデザインのポスターを譲り受け、再びオフィスに貼られることとなる（第6シーズン「絶滅種」）。
神の存在や奇跡については懐疑的な姿勢をとり続けていたが（第3シーズン「黙示」など）、後年、昏睡状態の容疑者から情報を聞き出すために、幻覚剤を使ってトランス状態に入った際、劇的な神秘体験をする。当該事件の解決後、モルダーは天から鳴り響くラッパの音を耳にしており、神がモルダーに向かって発したメッセージであるかのようなほのめかしがある（第10シーズン「バビロン」）。
当作品と同じくFOXから放送されているザ・シンプソンズの第8シーズン第10話にスカリーと共にクロスオーバー出演したが、身分証の写真がなぜか水着一丁になっている。
ダナ・キャサリン・スカリー（特別捜査官）：ジリアン・アンダーソン（全シーズン）
1964年2月23日生まれ 身長160cm
モルダーの相棒。バッジナンバーは2317-616。元々はモルダーの監視のためにシンジケートがX-FILE課に送り込んだ（第1シーズン「序章」）。しかし、モルダーの真実を探求する姿勢に共感し、彼を信頼して捜査を助けるようになる。医師免許を持つ科学者であり敬虔なクリスチャン。自身が超常現象に巻き込まれ当事者となってもなお、あくまで一科学者としての立場を崩さず、検死解剖や検査といった科学的に立証可能な証拠をもとに捜査を行う。捜査上、モルダーとの方針の違いは信頼関係とは別次元で多くの場合まず衝突する。『あらゆる事象は科学的に立証・説明可能で客観的な事実の積み重ねこそが捜査そのもの』というスタイル。二人が異なる二つの切り口から真相に迫ることがX-FILE課が機能することに繋がっている。
メリーランド州立大学で物理学の学位（卒業論文のタイトルは『アインシュタインの双子のパラドックス』）、スタンフォード大学で医学の博士号を取得。医学部在籍中にFBIに引き抜かれる。医師であり科学者でもあるため、当初は超常現象に否定的だったが、科学では説明できない数々の事件を体験していき、話が進む毎に徐々に超常現象を肯定するようになり、モルダーがいなくなった以降はX-FILE課を引き継ぐ形となった。
非常に理知的で自他共に厳しい性格。洗練されたセンスで私室もモルダーとは対照的に無駄がなく整頓されている。また近隣住人からの信頼も厚い。（第7シーズン「旅」ほか）劇中、モルダーを男性として意識する場面は多少あり、モルダーの過去の女性関係に嫉妬めいた感情も見せることもあるものの、実態はモルダーの項にある通り。潜入捜査のため二人で偽装夫婦を演じたこともあり、ついに二人は肉体関係を持つに到る。（第7シーズン「宿縁」　後述）
その一方でさみしがり屋なのか、よく実家の母親に電話をする場面が見受けられる（第8シーズン「サーチ・フォー・モルダー」ほか）。また敬虔な カトリック教徒でもある（第2シーズン「昇天 Part.3」、第5シーズン「クリスマス・キャロル」ほか）ため、時折科学と信仰の間で苦悩することもある。
医師であることから、負傷者が出た際「I'm a medical doctor（私は医者よ）」と言って手当てする場面もある（第1シーズン「落ちた天使」ほか）。また、破水した妊婦がいたため赤ちゃんを取り上げることになるが、過去に赤ちゃんを取り上げたことは無い（第6シーズン「アグア・マラ」）。
父が『白鯨』の愛読者であったこともあり、父はスカリーを「スターバック」（第1シーズン「海の彼方に」、第2シーズン「昇天 Part.3」）、スカリーは父を「エイハブ」とそれぞれ呼び合っている。また、飼い犬クイークェグの名も『白鯨』に登場する銛打ち名人の名に由来している。複雑な事情を抱えたモルダー家とは対照的にスカリー家は家族関係が良好でごく普通の家族である。
幼少時代、父が海軍の軍人であったことから世界中を転々としていたことがあり、日本の名古屋にも訪れていたことが劇中の写真からわかる（第5シーズン『クリスマス・キャロル』）。
亡くなった飼い主に代わり、クイークェグと名付けた犬を飼うことになった（第3シーズン「休息」）が、後日捜査に一緒に連れて行った際、湖に棲むUMA（実際はただのワニだった）の餌食になってしまう（第3シーズン「ビッグ・ブルー」）。
スカリーのFBI入庁の経緯については妻子あり父親同然の年齢という恩師との不倫関係から逃れるためであり、捜査の過程で偶然にも病魔に冒された恩師と再会。自らの犯した不倫行為が家庭崩壊を招いたことを思い知らされる。近代医学での治療が困難だと確信したスカリーはモルダーの頼みで訪問した女性から東洋医学を紹介され恩師の危機を救う。その過程で仏教に触れ、「運命」や「天啓」を感じたスカリーは恩師との完全な別離と、モルダーと一線を越えた関係を持つに到る。（第7シーズン「宿縁」）
第8シーズンにおいて妊娠・出産するが、父親が誰であるのかは明確にされていない。
第8シーズン最終回以降は出産を機にX-FILE課を離れ、FBIアカデミーの教官としてドゲットとレイエスに協力する。
当作品と同じくFOXから放送されているザ・シンプソンズの第8シーズン第10話にモルダーと共にクロスオーバー出演し、ビールに酔ったホーマーから口説かれた。

### FBI
ウォルター・スキナー（副長官）：ミッチ・ピレッジ（全シーズン）
モルダーとスカリーの上司。禿げ頭と眼鏡が特徴で鍛え上げられた屈強な肉体を持つ。X-FILE課は彼の管理する部署のひとつであり、モルダーの捜査の行き過ぎ（越権捜査や現場攪乱）と表向き彼を止める目的で送り込まれたスカリーが影響されつつあるように見えることに頭を悩ませ、二人に釘を刺す。あくまで上司と部下の関係で、特に個人的な思い入れや嫌悪の情はなく常識の範疇で警告を発する。一方でモルダー、スカリーのいずれも優秀な捜査官であることは認めており、二人の捜査員としての立場を擁護する姿勢も見せる。基本的に超常現象否定派・懐疑派ではあるが、二人と衝突しつつ時にはX-FILE課に命を賭して協力することもある。そうした姿勢により、シーズンを経ていくことで「煙たい存在の上司」から「二人の心強い理解者」、更に「国家的陰謀に立ち向かう同志」へと徐々に変化していく。だが、そうしたスキナーの姿勢の変化が彼自身を危険へと追いやる。海兵隊出身で、18歳の時ベトナム戦争に従軍。戦闘中負傷し、臨死体験をする（第2シーズン「昇天 Part.3」）また、同戦争中、政府の極秘物資の輸送任務も行っている（第11シーズン「子猫」）。妻とは離婚しており、その後は一人暮らし（第3シーズン『化身』、第4シーズン「ツングースカ Part.1」、第4シーズン「ゼロ・サム」）。第6シーズンからはある事件をきっかけにクライチェックに命を握られることとなる（第6シーズン「S.R819」）。チーム解体後の第6シーズン「トライアングル」において、スカリーの無理な頼みに応じたところ、スカリーから（モルダーよりも先に）キスをされた。終盤、自身の目の前でモルダーがUFOに拉致されたことで超常現象肯定派へと変わり、スカリー達をバックアップする。かつてはシンジケートと近い存在であり、オフィスにCSマンが訪れたり連絡先を控えていた。またスカリーの命を救うために、CSマンに協力し隠蔽工作を行ったことがある（第4シーズン「ゼロ・サム」）。
アルビン・カーシュ（副長官）：ジェームズ・ピケンズ・Jr（第6、8〜9シーズン）
シリーズ中盤、X-FILE課を外されたモルダーとスカリーの新たな上司として登場する。スキナーとは違いX-FILE課には否定的。第8シーズンでは長官代理に出世し、不在となったCSマンのような役割を担う。作中一貫してモルダーと対立していたが、最終章では心境に変化が訪れて囚われていたモルダーを逃がすことに加担する（第9シーズン「真実 Part.2」）。
ジョン・ドゲット（特別捜査官）：ロバート・パトリック（第8〜9シーズン）
第8シーズンからのX-FILE課担当。海兵隊出身で、レバノンでの従軍後シラキュース大学で公共政策を専攻し修士の学位を修める。元ニューヨーク市警。シーズン初回、行方不明となったモルダーの捜索のため赴任してくるが、カーシュにより捜索解決までX-FILE課担当を命ぜられる（第8シーズン「サーチ・フォー・モルダー Part.1」）。優秀な捜査官であり、モルダーとは違うベクトルで真実を追究する。超常現象の知識は皆無に等しく、その存在にも懐疑的。しかし自分自身が目にしたことや体験したことは信じる。アメリカ海兵隊に所属していたこともあり、細身ながら華麗なアクションで戦闘能力が高い。しかし、戦う相手のほとんどが人間以外のものであるため、遅れをとってしまうことも。過去に息子を誘拐され殺されたことがトラウマとなっていて、その事件は未解決である。
洞察力の鋭い他のキャラクターから、ルックスでも学歴でもモルダーにはかなわない事に劣等感を感じている、成功への執着が強い、などと内面を看破されたことがある。
レイエスと違って第9シーズンを最後に登場せず、どうなったのかは明かされていない。
演ずるパトリックはターミネーター2でT-1000を演じていることで有名であり、本作でもこれに基づいたパロディーが多々見られた。
モニカ・レイエス（特別捜査官）：アナベス・ギッシュ（第8〜10シーズン）
第8シーズン中盤、旧知の仲であるドゲット捜査官の要請により、宗教犯罪の専門家としてX-FILE課への協力を始める。第9シーズンでは出産後アカデミー配属となったスカリーと交代する形でX-FILE課に赴任、ドゲットのパートナーとなる。ブラウン大学で民俗学・神話学を専攻し、宗教学の修士号を取得。幼い頃メキシコで育ったため、スペイン語が得意である。霊的な感性を持つ。以前ドゲットの息子が誘拐された事件を担当し、それがきっかけとなって知り合った。また、相棒のドゲットに好意を寄せている。ちなみにこの役名は、クリス・カーターの友人である某美術商から取られている。
第10シーズンの最終話で再登場。スモーキングマンと取引したことが明らかになった。
スコット・ブレヴィンス（課長）：チャールズ・シオフィ（第1、4、5シーズン）
所属セクションは不明だが、組織管理部・人事部長といった役回りであろうか。初回、フォックス・モルダーを監視するために、彼がスカリーにX-FILE課への配属を命令するシーンで物語は幕を開ける。実はFBIに派遣されたシンジケートの手先であり、実際にX-FILEを無き物にしようとする人物の一人である。彼はモルダーによってFBIのミーティングの場でシンジケートのスパイであることを告発され、直後に別の手先によって殺害される。
ブラッド・フォーマー（副長官）：ケイリー・エルウィス（第9シーズン）
第9シーズン、X-FILE課と対抗するポジションとして登場してくる。若くして組織の出世コースに乗ったエリートであり、いささか嫌味なほどの優等生肌。しかしその一方で、以前の恋人レイエスに未だ未練があるため、彼女の所属するX-FILE課と上司カーシュとの間で心理的立ち位置の揺れが度々ある。レイエスとコンビを組むドゲットに対しては非常に高圧的だが、やがて彼の息子の事件解決に一躍かうことになる。
ペンドレル（特別捜査官）：ブレンダン・ベイサー（第3、4シーズン）
第3シーズン、FBIの科学犯罪ラボの職員として、スカリーの首元に埋められた金属製インプラントの分析を行った。
X-ファイルの捜査に対しても協力的で、謙虚な人間である。生物学の知識とコンピュータを駆使する能力には目を見張るものがある。エイリアンに誘拐され昏睡状態にまで陥ったことがあるスカリーを何かと気遣っている（ただし、ペンドレルはスカリーを誘拐したのがUFOであることを知らない）。
第4シーズン、ペンドレルがバーで飲んでいたところにスカリーがやって来た。偶然にも、その日はスカリーの誕生日であった。ペンドレルはスカリーにバースデードリンクを渡そうとしたが、そこにやって来たシンジケートの殺し屋に銃撃された。殺し屋はスカリーを狙っていたが的を外してしまったのである。応急処置をされる暇もなくペンドレルは亡くなった。スカリーはペンドレルの名前を聞いていなかったことを後悔した（第4シーズン「MAX Part.1」）。

### シンジケート
アメリカ政府の裏に存在し、軍部の管理、秘密裏の実験や民衆への情報操作を行う影の政府である。
シガレット・スモーキング・マン（「煙草を吸う男」）：ウィリアム・B・デイヴィス（第1〜7、9シーズン、第10・11シーズン）
CSマンと略される。通称としてキャンサーマンまたは肺ガン男とも。本名はカール・ゲルハルト・ブッシュであるが、偽名の1つとしてC.G.Bスペンダーとも名乗る。
シンジケートの一員で、X-ファイル全シーズンにおいてモルダーとスカリーにとって最大の脅威かつ最悪の敵にして最も謎めいた存在。彼らの目的のひとつとして、エイリアンの地球への入植に協力し、エイリアンと人類のハイブリッド種を生み出すことで人類の滅亡を回避しようとしている。中でもCSマンは事件の後処理や証拠隠滅、FBIとのコネクションを担当する。一捜査官の立場からグループの陰謀を暴こうと苦闘を続けるモルダーとは敵対するが、彼の能力そのものは非常に高く評価しており、原則として直接的な介入行動（暗殺や拉致）は避けている。また、モルダーは本人に対する圧力・暴力・恫喝には強いため、彼にとってトラウマである妹のサマンサや貴重なパートナーであるスカリーを餌やターゲットにすることで、間接的にモルダーから冷静な判断力を奪い苦しめる。やがては彼が出現してなにかをほのめかす行為そのものがモルダーから理性や正常な判断力を奪うようになる。
一時、シンジケート内部の対立により失脚するが（第5シーズン「帰還 Part.2」）、その能力を必要とされたため再びシンジケートに復帰（第5シーズン「ジ・エンド」）。
モルダーの援助に回るような動きを見せることもあり、彼の実の父親であることを示唆し、結局それが真実であることが判明する。ジェフリー・スペンダーは異母弟にあたる。遺伝子移植手術のため重い病気を患った（第7シーズン「第六の絶滅 Part.2」）後、第7シーズン最終話にてクライチェックとコバルービアスに殺害されたかに見えたが（第7シーズン「レクイエム」）、最終話で再びモルダーとスカリーの前に登場し、エイリアンによる入植の日を告げた後ミサイル攻撃を受けて死亡したかのように思われていた（第9シーズン「真実 Part.2」）。しかし、2016年に生存が判明した（第10シーズン「闘争 Part.1」）。
父親は共産主義者でソ連のNKVDのスパイだったために1917年のスパイ活動法で処刑され、母親は愛煙家で病で亡くしており、孤児院で育った。幼いころから本が好きで、作家になるのが夢だった。彼自身が内的葛藤に苦しむ一人の脆弱な人間であり、ケネディ大統領やキング牧師の暗殺などを実行した自身の半生を「ロール・ブラッドワース」という筆名で小説にし発表したことがあり、作家一本で生活しようとしたのか、辞表まで書いている。しかしながら、出版社の意向であらすじが書き換えられていたことに愕然とし、書いた辞表を破り捨てた（第4シーズン「紫煙」）。
その名の通りの愛煙家で、好きな銘柄は「Morley（架空の銘柄）」である。肺ガン男という通称は本名を明らかにせず、愛煙家の彼を揶揄した表現に過ぎず、疾患を患っているわけではない。演じるデイヴィスは既に禁煙しており、劇中で吸っているのは味のしないエチケット煙草である。
スターウォーズシリーズのダースベイダーに相当する人物であり、息子モルダーとの敵対と確執や愛する人をも犠牲にした彼自身の苦悩と葛藤が本編の隠れたテーマともなっている。
あるイベントで、ファンの1人が「シーズン9最終話でミサイルが直撃したにも拘わらず、シーズン10で生存していたのはおかしい」という疑問をカーターにぶつけた。そのコメントに対して、カーターは「ミサイルが顔に直撃したからといって、必ずしも死ぬわけではない」と応答した。
モルダーとスカリーがザ・シンプソンズにゲスト出演した際にも一瞬ではあるが出演している。
ウェル・マニキュアード・マン：ジョン・ネヴィル（第3〜5シーズン）
シンジケートの一人。ビル・モルダーの葬儀の際に初めてスカリーの前に姿を現す（第3シーズン「祈り」）。年長格でCSマンを抑えることのできる数少ないイギリス紳士。シンジケートの過激なやり方に疑問を抱いているため、時にモルダーとスカリーに警告という形で情報を与える。劇場版第1作ではシンジケートからモルダーの殺害を指示されていたが、ワクチンをモルダーに渡して自分の孫を含む人類の未来をモルダーに託し自爆。
アレックス・クライチェック：ニコラス・リー（第2〜9シーズン）
モルダー監視のためCSマンがFBIに潜入させ、モルダーとコンビを組ませた（第2シーズン「不眠」）。モルダーからは目障りな存在として煙たがられる。FBIから離脱（第2シーズン「昇天 Part.2」）後もシンジケートの命令で暗躍し、モルダーの父ビルを殺害、スカリーの姉メリッサ殺害にかかわり（第2シーズン「アナサジ」）、指示が途絶えた後も独自に活動している。ブラックオイルに感染した過去を持つ（第3シーズン「海底」）。一時期ロシアと組んでシンジケートに反抗していたこともある。ロシアの村人に左腕を切断されて以降は義手を装着している。モルダーやスキナーらには損得で動く男と思われているが、独自の信念を持っているようで、時折モルダーらに情報を提供したり協力を申し出るなどしている。終盤にスキナーに射殺されてしまうが（第8シーズン「誕生 Part.2」）、最終話では幻影でモルダーを手助けするシーンが見られる（第9シーズン「真実 Part.1」）。演じるニコラス・リーは第1シーズン第14話「性を曲げるもの」に別の役で出演している。
ジェフリー・スペンダー：クリス・オーウェンズ（第5〜6、9シーズン）
シガレット・スモーキング・マンの息子で、モルダーの異母兄弟にあたる。母が熱烈なUFO信奉者であるためかUFOを含む超常現象に否定的。モルダーに対し敵愾心を持ち度々衝突する。モルダーがX-FILE課から外された際にX-FILE課担当になるが、行方不明となった母の捜索以外何も行わなかった。CSマンが母をエイリアンの実験台に提供したことを知りモルダーと和解（第6シーズン「ファイト・ザ・フューチャー Part.2」）。それは父・CSマンを裏切る行為であり、彼に銃撃されたのち母同様エイリアンの実験台にされた。
演じるクリス・オーウェンズは第4シーズン第7話「紫煙」で若き日のCSマン、第5シーズン第5話「プロメテウス」でムタト役で出演している。
ダイアナ・ファウリー：ミミ・ロジャース（第5〜7シーズン）
モルダーの元恋人。ローン・ガンメンとの親交もある。CSマンによりシンジケートに引き込まれた。第6シーズン、スペンダー捜査官とともにX-FILE課を担当することとなる。第7シーズンにて意識不明のモルダーを救済する手がかりを与えた為に始末される（第7シーズン「第六の絶滅 Part.2」）。元々モルダーと共にX-FILE課を担当していたが、ヨーロッパに赴任する。ヨーロッパ赴任後はヨーロッパ各地とチュニジアを毎週のように往復していることをスカリーとローン・ガンメンの調査によって明らかになる（第6シーズン「ファイト・ザ・フューチャー Part.2」）

### 情報提供者
ディープ・スロート（「内部告発者」の意）：ジェリー・ハーディン（第1、3、4、7シーズン）
モルダーに怪事件の情報を提供する謎の人物。シンジケートの一人であり、CSマンの同僚である。UFO墜落によって捕獲されたエイリアンを殺害したことがある（第4シーズン『紫煙』）。第1シーズン最終話でモルダーを助けるために死亡（第1シーズン「三角フラスコ」）し、アーリントン墓地に埋葬された（第2シーズン「リトル・グリーン・マン」）。以降、様々な形で再登場する（第3シーズン「祈り」、第4シーズン「紫煙」、第7シーズン「第六の絶滅 Part.2」）。第4シーズン「紫煙」ではCSマンに「ロナルド」と呼ばれている。
リチャード・マティソン上院議員：レイモンド・J・バリー（第2、第3、第6シーズン）
モルダーがXファイル課に配属された当初から、彼を支援してきた人物。
影ながらの支援ではあるが、彼の支援がなければ、モルダーがここまでX-FILE課を続ける事は出来なかった。
モルダーの数少ない、貴重な味方の一人である。
X：スティーヴン・ウィリアムズ（第2〜5、9シーズン）
ディープ・スロート亡き後の情報提供者。CSマンの手下。第2シーズン「宿主」でモルダーと電話で初めて接触する。高圧的な態度でしばしばモルダーとは対立するが、時には体を張ってモルダーを助けることもある（第2シーズン「昇天 Part.3」、第3シーズン「731」）。モルダーは自宅の窓ガラスにマスキングテープで「X」印を作り、Xを呼び出していた。CSマンにモルダーへの情報漏洩が発覚したため殺害される（第4シーズン「支配者」）。その際、マリタ・コバルービアスに繋がるダイイングメッセージ「SRSG（事務総長特別代表）」をモルダーのアパートの玄関前の床に自らの血で書き残す（第4シーズン「支配者」）。また、ローンガンメンとモルダーの出会いを描いたエピソードでは、シンジゲート側として証拠隠滅を取り仕切るために登場する（第5シーズン「アンユージュアル・サスペクツ」）。最終話では幻影としてモルダーを助ける。
マリタ・コバルービアス（国際連合事務総長特別代行）：ローリー・ホールデン（第4〜7、9シーズン）
Xの死に際に残したメッセージを頼りに、モルダーが妹のクローンがいたカナダの農場の調査を依頼したことから彼と知り合い、以後情報を提供。金のためにシンジケートに協力していたが、クライチェックと共謀した（第5シーズン『ペイシェントX』）。罰としてマニキュアードマンにより対エイリアン用ワクチン開発の実験台にされた（第6シーズン『ファイト・ザ・フューチャー Part.2』ほか）。最終話にモルダーを弁護する証人として秘密裁判に出廷する。
ノエル・ローラー：アダム・ボールドウィン（第8〜9シーズン）
連邦政府の情報部員。ドゲットの海兵隊時代の仲間で、当たり障りのない情報を提供する。しかし現在のその正体はエイリアンの手先である。最終話でドゲットとモニカを追い詰めるも、彼らの唯一の弱点であるマグネタイトの力により地層に引きずり込まれ消滅した（第9シーズン「真実 Part.2」）。

### ローン・ガンメン
モルダーの10年来の旧友達。自称、政府監視団体。メリーランド州に拠点を構える。彼らの家のドアは鍵がいくつも付けられ、防犯カメラも設置されている。政府の陰謀を暴くべく活動し、機関紙「ローン・ガンマン」を発行している（第1シーズン「E.B.E」ほか）。豊富な知識と優れた能力をもって捜査に協力する。シリーズ終盤ワシントンD.C.を守るために犠牲になり死亡。その亡骸はスキナー副長官の計らいでアーリントン国立墓地に葬られる（第9シーズン「英雄に捧ぐ」）。最終話では幻影としてモルダーに助言をおくる。漫画版のシーズン10において、3人の死は偽装されたもので、実は生存していたことが判明している。しかし、テレビ版シーズン10では生存説は採用されず、幻影として再びモルダーの前に現れた（第10シーズン「バビロン」）。その後、ラングリーのみ再登場。仮想空間に囚われた彼を救う為、モルダーとスカリーが奔走した（第11シーズン「死後」）。描写から考えると、やはり三人は死亡したものと思われる。
メルビン・フロヒキー：トム・ブレイドウッド（全シーズン）
ローン・ガンメンの最年長者。写真撮影、分析担当。雑誌に投稿された小説からCSマンの過去を読み解くほどの分析能力を持つ。スカリーに好意を寄せ、スカリーが昏睡状態で病院に運ばれた際、タキシード姿で花束を持って訪れた（第2シーズン「昇天 Part.3」。吹き替え版では「フロハイキ」と呼ばれている。演じているトム・ブレイドウィッドは初期X-ファイルの助監督。ドアの鍵を開けるのは彼の場合が多い。
ジョン・フィッツジェラルド・バイヤース：ブルース・ハーウッド（全シーズン）
ローン・ガンメンのリーダー格。いつもスーツに身を包み清潔な姿でいる。元連邦職員であり、豊富な軍事知識を持つ。ローン・ガンマン結成のきっかけを作る（第5シーズン「アンユージュアル・サスペクツ」）。モルダーが病院から逃亡するために、モルダーに変装用としてスーツを貸したこともある（劇場版第1作）。ケネディ大統領暗殺の日に生まれたため、ファーストネーム、ミドルネームはケネディ大統領のそれに由来する（第6シーズン「荒野の3人」）。
リチャード・ラングリー：ディーン・ハグランド（全シーズン）
ハッキング、情報収集担当。ハッキングによって政府の極秘情報を書き換えてしまうほどの高い能力を持つ。長髪でヘヴィメタルやパンク・ロックバンドのTシャツを好んで着ており、劇中でパンクバンド「ラモーンズ」のボーカルだった故ジョーイ・ラモーンの生き様を語っている。かなりのTシャツ好きか他の服が相当嫌いか不明だが、スカリーが幻覚で見たモルダーのお別れ会でも黒の喪服・ワイシャツ・黒の蝶ネクタイの絵がプリントされたTシャツを着ていたほどである(シーズン6「トリップ」)。

### エイリアン
グレイエイリアン
一般的なイメージそのままのエイリアン。回想や想像の中で登場することが多く、その実態は依然として謎のままである。
カモフラージュエイリアン
墜落したUFOから脱出した光学迷彩をまとった正体不明の生物。敵に対して放射線を浴びせたり、後に出てくるUFOのカモフラージュに手法が似ていることから、やはりシリーズに一貫して登場するエイリアンの一種と思われる。
バウンティハンター：ブライアン・トンプソン
エイリアンが「いた」証拠を消すため、シリーズの要所で登場し暗躍している。正確にはエイリアンの遺伝子を組み込んだハイブリッド人間のクローンの一人で、中でも非常に強力な存在と思われる。顔を変幻自在にモーフィングすることができる。緑色の血を流し、そのガスは有毒なウイルスを含んでいる。首の裏の付け根を攻撃されない限り死ぬことはない。
ジェレマイア・スミス：ロイ・シネス
ハイブリッド人間のクローン。この種特有の「癒し」の能力を（故意に）表沙汰にしてしまったことからCSマンやバウンティハンターに狙われる。シンジケートにとっての反乱分子。
サマンサ・モルダー：ミーガン・リーチほか
モルダーの前に突然あらわれる妹の名を語る女性。後に彼女もクローンの一人であることがわかり、少女期のままの容姿をしたクローンも登場する。しかし彼女たちのその遺伝子は本物のサマンサから採取された可能性が高く、彼女の容姿は本物そのものである。
ブラックオイル
黒いオイル状の生命体（ウィルス）。人間に侵入しその意識を操る。宿主を乗り換えながら目的を遂行しようとする。放射性物質であり、敵に放射線を放って攻撃する。また虫状の形態をとりつつ人間に侵入して植物状態にするものや、侵入した人間を媒体にして凶暴エイリアンに生まれ変わるものも登場するが、それらが同じ種なのか、変異体なのかは謎である。
反乱軍
シンジケートとエイリアンによる共謀計画に反抗するハイブリッド人間クローンの集団。ブラックオイルの侵入によって意識をコントロールされることを防ぐために、通常は目や口を塞いだ容貌をしている。モーフィングしている時は普通の容姿である。
凶暴エイリアン
ブラックオイルから生まれた動物的で非常に狂暴な生物。鋭く伸びる刃物のような爪をもつ。脱皮した姿はノーマルなグレイエイリアンであることから、凶暴エイリアンはその幼態と思われる。
無敵兵士
外見は人間そのもので血も赤い。しかし身体能力は桁違いに強く、素手で人間の首を一瞬で切り落としたり、ゴミ処理機で粉砕されても金属状の椎骨から増殖して元の体に戻る。元は通常の人間であり、エイリアンによってウイルスを植えつけることにより誕生したレプリカントである。モルダーのアブダクトもそれが目的であった。エイリアンの手先として少しずつ人間社会に侵入していき、やがて訪れる入植の準備を遂行する。ある特殊な金属・マグネタイトが弱点。

### 家族・親族
モルダー家
サマンサ・モルダー：ヴァネッサ・モーリィ（誘拐時）、ミーガン・レイッチ（成人時）（第2、5、7シーズン）
モルダーの妹。吹き替えではモルダーのことを「お兄ちゃん、兄さん」などと呼んでいるが、実際はファーストネームで呼んでいる。8歳の時にモルダーの目の前でエイリアンに誘拐された（第2シーズン「リトル・グリーン・マン」）。この事件によりモルダーは超常現象、特にUFOに強い執着を持つようになる。劇中さまざまな形で登場しており、ある時は成人した女性であり、またある時は誘拐時の姿そのままで登場してくることもあったが、それはすべて彼女のクローンである（第2シーズン「入植 Part.1」ほか）。実際には、アブダクトからの生還後しばらくジェフリー・スペンダーと共に軍事施設で生活した後、逃げ込んだ先の病院にて命を落とした。それは追ってきたCSマンに捕まり、実験を続けさせられて味わうであろう更なる苦しみから解放するため、天（神）の救済により彼女の実体ごと昇天したからである。真実を知り彼女の霊に触れたモルダーは安堵の表情を浮かべ、その探索は終着点を迎えた（第7シーズン「存在と時間 Part.2」）。
ビル（ウィリアム）・モルダー：ピーター・ドゥナット（第2、3シーズン）
モルダーの育ての父。元国務省職員で、1940年代以降シンジケートに所属する。引退後もスモーキングマンが自宅に訪れるなどシンジケートとは親交があった。妻ティナとは別居。モルダーにサマンサ誘拐をはじめとする真実を告げようとするが、クライチェックの手によって殺されてしまう。モルダーは葬儀に参列できなかった（第3シーズン「祈り」）。
ティナ・モルダー：レベッカ・トゥーラン（第2、3、4、7シーズン）
モルダーの母で、ビル・モルダーの妻。スモーキングマンと過去、関係を持ちモルダーをもうける。実際、モルダーが成人した後も彼に何度か面会している（第3シーズン「タリサ・クミ」）。クモ膜下出血で倒れた際（第3シーズン「タリサ・クミ」）、CSマンの指示によるバウンティーハンターの治療を施された（第4シーズン「支配者」）。娘サマンサをシンジケートに差し出したこと、夫が過去に携わっていた陰謀をモルダーに告げられないこと、スモーキングマンとの関係など様々な悩み、葛藤を一人で抱えた末、自殺した（第7シーズン「存在と時間 Part.1」）。

### その他
アルバート・ホスティン：フロイド・ウェスターマン（第2、3、6、7シーズン）
ナバホ族インディアンの老人。第二次世界大戦当時ナバホ語の知識を駆使して暗号文書の作成に携わった。瀕死のモルダーを救済の儀式により回復させた。スカリーの姉が重傷を負ったときも祈りを重ね、スカリーからも信頼される。自身が死の床にあったときもスカリーに助言を与え、その迷いを解き放った。
マイケル・クリッチュガウ：ジョン・フィン（第4、5、7シーズン）
アメリカ国防総省職員。モルダーにエイリアンがいない証拠を突きつけ絶望させた。自分の息子の命を救うためにモルダーを極秘の研究施設へ潜入させる。
ギブソン・プレイズ（グラス・ウェアリング・マン）：ジェフ・グルカ（第5、6、8、9シーズン）
チェスの神童と呼ばれる少年。脳の一部が通常の人間には見られない活発な活動を行い、他者の心が読める。またエイリアンの一派であるハイブリッドクローンや無敵兵士らと心を通わせることもでき、モルダーは彼の正体は半分エイリアンだと考えている。その能力は成長とともに向上していき、ついには地球が異星人に侵略される未来を目撃する。異星人の計画を阻止するべくブレイズはシンジケートを結成し、かつての友人であったモルダーとスカリーの前に「グラス・ウェアリング・マン」として立ちはだかるのだった（漫画版シーズン10）。
カサンドラ・アン・スペンダー：ヴェロニカ・カートライト（第5、6シーズン）
シガレット・スモーキング・マンの妻でジェフリー・スペンダーの母。スモーキング・マンの手で人質としてシンジケートに供出され、エイリアンと人間のハイブリッドを作り出す実験の被験者となった。シンジケートからは患者Xと呼ばれている。
カサンドラがモルダーと初めて会ったとき、彼女は「エイリアンこそ人類に平和をもたらす存在だ」という自説を開陳して彼を困惑させた。当時、モルダーはクリッチュガウの暴露を信じ込み、エイリアンの存在自体が政府の陰謀による捏造だと信じ切っていた。そのため、モルダーは「エイリアンが私と他のアブダクティーを光の部屋へと連れて行ってくれた。もうすぐ彼らの入植が始まる。」というカサンドラの主張をまともに取り合わなかった。しかし、その後、スカイランド山でアブダクティーの焼死体が大量に発見されるという事件が発生する。
その事件はエイリアンの反乱軍による犯行であった。エイリアンの地球入植を阻止するべく、彼等はシンジケートへの妨害工作を行っていたのである。スカリーとカサンドラをはじめとするアブダクティーをペンシルベニア州のダムへとおびき寄せた反乱軍は、彼等を皆殺しにしようとした。しかし、そこへやって来たエイリアンによって、カサンドラは誘拐されてしまった（第5シーズン「赤と黒」）。
その後、カサンドラはバージニア州を走る特別電車の中に収容されていた。そこでシンジケートの医者たちはカサンドラに手術を行っていたが、反乱軍に襲撃されて、彼等は生きたまま焼き殺されることとなった。障害が治ったカサンドラだったが、エイリアンの真意を知ったため、彼らを危険視するようになっていた。人類滅亡を防ぐべく、カサンドラはモルダーに情報を提供すると共に、「エイリアンの侵略を止めるには私が死ぬしかない。だから、私を殺して欲しい」と告げた。モルダーが躊躇したばかりに、カサンドラの身柄がその場に乱入してきたシンジケートの手に渡ってしまった。シンジケートはカサンドラをエイリアンに引き渡そうとしたが、その現場にやって来た反乱軍によって幹部のほとんどが焼き殺されることとなった。勿論、その被害者の中には、カサンドラも含まれていた（第6シーズン「ファイト・ザ・フューチャー Part.2」）。

## 劇場版

### X-ファイル ザ・ムービー
1998年、『X-ファイル ザ・ムービー』（The X-Files）として映画化された。これはシリーズの一エピソードを大きな規模で描いたもので、時系列では第5シーズンと第6シーズンの間に位置する。テキサス州北部の田舎町で少年が洞窟に落ち、少年と彼を助けようとした消防士らがブラックオイルに感染してしまうところから話は始まる。
2001年9月23日にテレビ朝日系列において放送された際は、アメリカ同時多発テロ事件の影響により、政府関連ビル爆破シーンはカットされた。後にTBSが（『X-ファイル: 真実を求めて』上映に合わせて）放送した際は、爆破シーンもそのまま流している。
- 配給：20世紀フォックス
- アメリカ公開：1998年6月
- 日本公開：1998年12月
- 本編：121分
- コピー：未来と闘え（Fight the Future）

#### スタッフ
- 製作：クリス・カーター
- 監督：ロブ・ボウマン
- 脚本：クリス・カーター
- 音楽：マーク・スノウ

#### キャスト
| 役名                                                  | 俳優                           | 日本語吹替                                                                    | 日本語吹替 |
| 役名                                                  | 俳優                           | ソフト版                                                                      | テレビ朝日版 |
| ----------------------------------------------------- | ------------------------------ | ----------------------------------------------------------------------------- | --- |
| フォックス・ウィリアム・モルダー捜査官                | デイヴィッド・ドゥカヴニー     | 小杉十郎太                                                                    | 風間杜夫 |
| ダナ・キャサリン・スカリー捜査官                      | ジリアン・アンダーソン         | 相沢恵子                                                                      | 戸田恵子 |
| ウォルター・スキナー副長官                            | ミッチ・ピレッジ               | 島香裕                                                                        | 小川真司 |
| メルビン・フロヒキー                                  | トム・ブレイドウィッド         | 広瀬正志                                                                      | 佐藤正治 |
| ジョン・フィッツジェラルド・バイヤース                | ブルース・ハーウッド           | 稲葉実                                                                        | 速水奨 |
| リチャード・ラングリー                                | ディーン・ハグランド           | 落合弘治                                                                      | 加藤亮夫 |
| シガレット・スモーキング・マン                        | ウィリアム・B・デイヴィス      | 小島敏彦                                                                      | 山内雅人 |
| ウェル・マニキュアード・マン                          | ジョン・ネヴィル               | 小山武宏                                                                      | 納谷悟朗 |
| ダリウス・ミショー （FBI捜査官）                      | テリー・オクィン               | 沢木郁也                                                                      | 沢木郁也 |
| ジェイナ・キャシディ （FBI・査問担当）                | ブライス・ダナー               | 弥永和子                                                                      | 一柳みる |
| アルヴィン・カーツウェル博士 （産婦人科医）           | マーティン・ランドー           | 大木民夫                                                                      | 稲垣隆史 |
| ベン・ブロンシュワイグ （シンジケート配下の科学者）   | ジェフリー・デマン             | 稲葉実                                                                        | 佐々木敏 |
| コンラッド・ストラグホールド （シンジケートメンバー） | アーミン・ミューラー＝スタール | 宝亀克寿                                                                      | 池田勝 |
| その他                                                |                                | 相沢まさき 中田雅之 高瀬右光 根本央紀 幸田夏穂 高森奈緒 藤巻恵理子 藤原美央子 | 青森伸 北村弘一 小島敏彦 石井隆夫 山野井仁 楠見尚己 田中正彦 川村拓央 西凜太朗 西田絵里 喜田あゆ美 片桐真衣 前田ゆきえ 重松朋 |
|                                                       |                                |                                                                               | |
| 演出                                                  |                                | 春日一伸                                                                      | 福永莞爾 |
| 翻訳                                                  |                                | 宮川桜子                                                                      | 平田勝茂 |
| 調整                                                  |                                | 山本洋平                                                                      | 山田太平 |
| 効果                                                  |                                | 栗林秀年                                                                      | リレーション |
| 制作                                                  |                                | ムービーテレビジョン                                                          | ムービーテレビジョン |
| 初回放送                                              |                                |                                                                               | 2001年9月23日 『日曜洋画劇場』 21:00-23:09                                                                                    |

#### 製作

##### プリ・プロダクション
『X-ファイル』が5年間にもわたって好評を博したことを受けて、クリス・カーターはより大規模なスケールで『X-ファイル』のストーリーを展開させたいと願うようになった。カーターは『X-ファイル』を映画シリーズとして展開することを目指すようになったのである。カーターは「映画シリーズへ移行する際の問題は、5年間でどんなストーリーが展開されたかを知らない観客にも分かるような作品にする必要があるということだった」と回想している。
1996年12月、カーターとフランク・スポットニッツはハワイで脚本の執筆を進めていた。テレビドラマ版を製作するときと同様に、2人は情報カードにアイデアをまとめながら脚本を執筆していった。クリスマスシーズンが終わる頃には、脚本が仕上がっていた。カーターによると、2人は10日間で124ページの脚本を書き上げたのだという。
カーターは出来上がった脚本のうち90ページをFOXに提示し、それが高く評価されたため、無事に劇場版第1作製作の許可を得た。カーターはダニエル・サックハイムを劇場版第1作のプロデューサーに起用した。サックハイムはシーズン1とシーズン2の製作に携わっていた人物であった。彼にとっては、劇場版第1作が映画製作に関与した初めての作品となった。その後、カーターは監督にロブ・ボウマンを指名した。
製作スタッフは情報の流出を防ぐためにあらゆる手段を講じた。脚本の写真撮影を不可能にするために、出演者とスタッフに配られた脚本は赤い紙に印刷され、マスメディアには故意に偽情報が流された。また、企画の名前も『X-ファイル』を連想させないように、「Project Blackwood」と名付けられた。しかし、ファンの一部が Blackwoodという言葉に隠された意味を発見し、これが『X-ファイル』映画版の企画に違いないと騒ぎ出したため、劇場版第1作が製作されているという事実が明るみに出てしまった。後にスポットニッツは「Blackwoodという企画名は適当につけられたもので、そこに意味なんてなかった」と述べている。つまり、劇場版第1作の製作が事前に周知されてしまったのは全くの偶然だったのである。
製作の初期の段階においては、カーターとボウマンがシーズン5の製作に追われていたため、サックハイムが単独で製作の指揮を執ることとなった。そこで、サックハイムは『ジュラシック・パーク』のプロデューサーを務めたラタ・ライアンを製作総指揮に起用した。機密を厳守する姿勢はここでも貫かれ、テン・サーティーン・プロダクションズのスタッフが同伴しているときにのみ、ライアンは脚本を閲覧することができた。スタッフのほとんどは脚本を読むことすら許されなった。ライアンによると、主要撮影が始まるまで、企画の詳細を知っている人間は外出もままならなかったのだという。

### X-ファイル: 真実を求めて
放送終了から5年経った2007年4月、劇場版第2弾（The X-Files: I Want to Believe）に関する噂についてプロデューサーや原案・脚本などを兼任していたフランク・スポトニッツが事実であると認める発言をしたことが話題となる。
北米では2008年7月25日に封切られた。日本では同年11月7日からTOHOシネマズ六本木ヒルズ他、全国TOHOシネマズ系で公開された。日本版の副題は当初オリジナル版の副題をそのまま日本語読みした「アイ・ウォント・トゥ・ビリーブ」が設定されていたが、後にTSUTAYAサイトにて一般公募が行われ「真実を求めて」に決定した。
- 配給：20世紀フォックス
- アメリカ公開：2008年7月25日
- 日本公開：2008年11月7日
- 本編：104分
- 副題（英語版）：I WANT TO BELIEVE

#### あらすじ
FBIの女性捜査官モニカ・バナンが失踪した。透視能力を持つという神父のジョーがFBIに協力を申し出たが、彼が雪原で発見したのは切断された男性の片腕だった。FBIの支局長ホイットニーは、ジョー神父の超能力を扱いかねて、退職していたモルダーとスカリーに協力を求めた。
ジョー神父は、少年を襲った罪で聖職をはく奪された男だった。スカリーは神父を嫌い、ペテン師だと決め付けたが、ジョー神父は凍った湖からバラバラ死体を発見した。死体は、行方不明のモニカとは違う複数の遺体の部分だった。
これは臓器の密売事件だと推理するモルダー。容疑者がロシア人であることを突き止めたモルダーは、単独で後を追った。だが、ロシア人の最終目的は健康な全身の『交換』だったのだ。秘密の医療施設でロシア人に捕らわれるモルダー。スカリーはジョー神父のビジョンを頼りにモルダーを追い、彼を救って事件を解決するのだった。

#### スタッフ
- 製作：クリス・カーター
- 監督：クリス・カーター、フランク・スポトニッツ
- 脚本：フランク・スポトニッツ、クリス・カーター
- 音楽：マーク・スノウ

#### キャスト
括弧内は日本語吹替声優。
- テレビシリーズ共通
  - フォックス・ウィリアム・モルダー：デイヴィッド・ドゥカヴニー（小杉十郎太）
  - ダナ・キャサリン・スカリー：ジリアン・アンダーソン（相沢恵子）
  - ウォルター・スキナー副長官：ミッチ・ピレッジ（島香裕）
- 劇場版のみ
  - ダコタ・ホイットニー捜査官：アマンダ・ピート（湯屋敦子）
  - モズレイ・ドラミー捜査官：アルヴィン・ジョイナー (Xzibit)（乃村健次）
  - ジョセフ・クリスマン（ジョー）神父：ビリー・コノリー（有本欽隆）
  - モニカ・バナン捜査官：ザンサ・ラドリー
  - イバラ神父：アダム・ゴドリー

### 第3作の構想
ドラマ版の最終シーズンにおいて2012年12月22日が宇宙人入植の日であるとされたため、それまでに映画版第3作が製作されるのではないかといわれていたが、結局実現しなかった。また、FOXは『X-ファイル』のシーズン9以降の物語を映画という形で展開させようとしていたが、第2作の興行収入が思わしくなかったために頓挫してしまった。
2009年3月に映画版第2作のPRのために来日した際、クリエイターのクリス・カーターは「このシリーズは一生に一回のものだと僕自身理解している。今回の映画の最後を観てもらえればわかると思うが、僕の中では“サヨナラ”なんだ。けれどそれが絶対かどうかはわからないね」と続編製作に対してあいまいな態度を見せていたが、2013年8月には「20世紀FOXの許可さえ下りれば、第3作を作りたい」と述べた。ただし、2013年10月には「宇宙人入植の日がすぎてしまったということは無視できない」とも述べている。
また、デイヴィッド・ドゥカヴニーとジリアン・アンダーソンの両名も、2013年10月のインタビューにおいて映画版第3作に出演したいとの意向を明かしている。しかし、2014年1月のインタビューにおいて、アンダーソンは自身の多忙のために、第3作の製作があるとすれば、2016年以降になるだろうとの見解を示した。また、「人々が第3作への関心を持っているのかどうか分からない。」「2012年のエイリアン入植の日を描くにはもう遅いのではないかと感じている」と述べた。

## コミック

### シーズン10
映画版第2作の後のモルダーとスカリーを描いたコミック『The X-Files Season 10』が2013年6月から月間の漫画雑誌に掲載され始めた。映画第2作の後のモルダーとスカリーを描いた作品で、ストーリーはクリス・カーター（第5話まで）とジョー・ハリスが担当した。シーズン10はドラマで展開されたミソロジーを受け継ぐストーリーとして、「より狂気に満ちたアメリカ同時多発テロやウィキリークスによる一連の告発以降の現代社会におけるエイリアンの陰謀を描き出す」ことを目指したものとなっている。

#### エピソード
「Believers」（第1話 - 第5話）
シナリオ：ジョー・ハリス、クリス・カーター 絵：マイケル・ウォルシュ
映画版第2作『真実を求めて』から5年後の世界。モルダーとスカリーはバージニア州スポットシルバニア郡で暮らしていた。2人はそれぞれアンソニー・ブレイク、ダナ・ブレイクと名乗っていた。そんなある日、FBI長官代理を務めるウォルター・スキナーが2人を訪ねてきた。2人はスキナーから何者かがFBIのデータファイルをハッキングしてX-ファイルに関する情報を得たことを知る。その後、スキナーは宿泊しているホテルで殺されかけ、スカリーは勤務先の病院で何者かに誘拐されてしまう。スカリーを襲った一団には、スカリーが診察していた幼い女の子、エミリー・ヴァン・デ・カンプがいた。エミリーは何かに憑依されたかのようだった。
ジョン・ドゲット捜査官は石油パイプラインで起きた原因不明の爆発の調査を開始した。
モルダーはスカリーを助けるべく、ローン・ガンメンの3人を訪ねる（この場面で、読者はシーズン9での3人の死がFBIによって偽装されたものであったことを知る。なお、偽装死以降の3人は政府の雑務をしていた。）一方、スカリーは部屋の中で意識を取り戻し、自身がカトリックの司祭風の男たちに取り囲まれていると気が付く。ところが、そこにやってきた不気味な助祭によって救出される。
モニカ・レイエス捜査官はモルダーとスカリーの息子、ウィリアムの養父母を訪ねるが、2人はウィリアムの部屋で死んでいた。レイエスは謎の存在がウィリアムの養父母に成りすましていたことに気が付く。その頃、スカリーはドゲットが調査していたパイプラインがマグネタイトを運搬していたことを知る。一方、モルダーは死んだはずのシガレット・スモーキング・マンと遭遇する。スモーキング・マンは奇矯な振る舞いをするのだった。スキナーがエミリーを調べたところ、エイリアン特有の酸性で緑色をした血液が検出された。
モルダーはマグネタイトが運搬されているというパイプラインを突き止め、スカリーがその周辺の森の中に捕らわれていると推測する。しかし、実際には、スカリーは助祭によって商店に連れ込まれていた。そこで、警察官がスカリーを発見した。しかし、その警察官は司祭風の男が姿を変えたものだった。司祭風の男が突然、モルダーに姿を変えたため、スカリーは事故を起こす。そして、森の中で本物のモルダーを撃ってしまった。モルダーを変身した助祭と勘違いしたのである。
スカリーに撃たれたモルダーは司祭風の男たちによって治療されたが、その一団にスカリーがいると思い込まされてしまった。その頃、スカリーは自らを騙した一団を殲滅しようとして辿り着いたイエローストーン国立公園で予想もしなかったものを目撃する。
「Hosts」（第6話 - 第7話）
シナリオ：ジョー・ハリス 絵：エレナ・カサグランデ、シルヴィア・カリファノ
FBIの地下にあったX-ファイル課のオフィスを整理する前に、モルダーとスカリーの2人は呼び出しを受ける。そこで、2人は新しい上司となるアンナ・モラレスFBI副長官と初めて会う。モラレスは再開されたX-ファイル課の業務を効率化を図ろうとしていた。モラレスはフルークマンと似た事件（シーズン2第2話「宿主」を参照）を解決するべく、スカリーをバージニア州クアンティコへ、モルダーをマサチューセッツ州マーサズ・ヴィニヤードへ派遣する。
モルダーはマーサズ・ヴィニヤードの下水道で巨大なフルークマンに襲撃されるも、スカリーが応急処置を施してくれたため、死なずに済んだ。ところが、モルダーとフルークマンの間に精神的なつながりが生じたことが判明する。
「Being for the Benefit of Mr. X」（第8話）
シナリオ：ジョー・ハリス 絵：マイケル・ウォルシュ
モルダーがかつて住んでいたアパートの住所から謎のボイスメールが送られてきたため、モルダーとスカリーは職場復帰のための訓練を中断することになった。ボイスメールから得た情報によって、2人は敵の正体と「純潔種支配（Purity Control）」計画の存在を突き止める。
なお、このエピソードではミスター・Xがなぜモルダーに協力しようとしたのかが明かされた。
「Chitter」（第9話）
シナリオ：ジョー・ハリス 絵：グレッグ・スコット
モルダーとスカリーは失踪事件の捜査をするためにペンシルベニア州ミラーズバーグへ向かう。その事件の容疑者と目されている人物は犠牲者の絶望を増幅させる「さえずりの神」のコントロール下にある可能性があった。
「More Musings of a Cigarette Smoking Man」（第10話）
シナリオ：ジョー・ハリス 絵：トニー・モイ、メントン3
シガレット・スモーキング・マンは記憶の一部を失ったことに気が付いていた。記憶を取り戻そうとする中で、自分が一度死んでいたことを知る。
「Pilgrims」（第11話 - 第15話）
シナリオ：ジョー・ハリス 絵：マシュー・ドー・スミス
モルダーとスカリー、モラレス副長官の3人はサウジアラビアの油田で起きたテロを捜査するために現地へ赴く。スカリーは現地の病院で治療中の負傷者に話を聞こうとしていた頃、モルダーは自爆テロの様子を収めたテレビの映像を見ていた。ローン・ガンメンの協力を得たモルダーは映像におかしな点があることに気が付く。そこに映っていた謎の人物について調査をしようとした矢先、モルダーは何者かに襲撃される。足を怪我したモルダーの前に現われたのは死んだはずの（シーズン8最終話「誕生」参照）アレックス・クライチェックだった。
襲撃者から逃げているうちに、モルダーとクライチェックの2人はカピトリウムがある通りに入り込んだ。そこで2人は空から強烈な光で照らされた。その瞬間、時間消失現象が起きた（UFOに遭遇した人間は時間を失う）。その頃、スカリーは負傷者の治療に当たっていたクラウス医師のオフィスに侵入していた。スカリーがオフィスで書類を調べていると、重傷を負った女性がスカリーに情報を提供した後、自殺してしまった。命からがらアメリカ大使館に戻ったモルダーは、スカリーに砂漠へ行って時間消失現象が起こるかどうか確かめないかと提案する。2人が砂漠へ行くと、確かに時間消失現象が起きた。ところが、時間と一緒にスカリーの姿も消えてしまうのだった。
アーリントン墓地で、ローン・ガンメンはスカリーを連れたクライチェックを目撃し仰天する。3人はクライチェックを自分たちの隠れ家に連れ込んで話を聞くが、クライチェック自身にもなぜ自分が蘇ったのかはわからなかった。スカリーはクライチェックの身の安全を確保するために、彼をスキナーの下へ連れていく。その頃、モルダーはサウジアラビアの砂漠を彷徨っていたが、そこで正体不明の女性と遭遇する。モルダーは女性が「ブラックオイル」に感染していると見抜き、彼女に銃を突きつけた。もみ合っているうちに、2人が乗るトラックは崖から転落してしまう。モルダーは何とか生還するが、「ブラックオイル」に感染してしまった。
「ブラックオイル」はモルダーを操ってアメリカにやって来た。スカリーはモルダーに銃を向ける。「ブラックオイル」は宇宙人が7200万年前になぜ地球にやって来たのかを語り始める。話を終えた「ブラックオイル」はシェルテムと名乗り、スカリーに自分を助けてくれないかと頼み込んだ。その頃、ニューヨークではシガレット・スモーキング・マンがスカリーとシェルテムが出会ったことを何者かに報告していた。
「Immaculate」（第16話 - 第17話）
シナリオ：ジョー・ハリス 絵：コリン・ロリマー
「Monica & John」（第18話）
シナリオ：ジョー・ハリス 絵：マシュー・ドー・スミス
「G-23」（第19話 - 第20話）
シナリオ:ジョー・ハリス 絵:トム・マンドレイク
「Elders」（第21話 - 第25話）
シナリオ:ジョー・スミス 絵:マシュー・ドー・スミス

### シーズン11
『The X-Files Season 11』は2015年8月より連載が開始された。シナリオはジョー・ハリスが、絵はマシュー・ドー・スミスらが担当している。

#### エピソード
「Cantus」（第1話）
シナリオ:ジョー・ハリス 絵:マシュー・ドー・スミス、メントン3
「Home Again」（第2話 - 第4話）
シナリオ:ジョー・ハリス 絵:マシュー・ドー・スミス、メントン3
追手から身を隠しながらも、モルダーはX-ファイルの捜査を続けていた。そんなある日、モルダーは偶然立ち寄った農場でピーコック一家に遭遇する（シーズン4第2話「ホーム」参照）。
「My Name is Gibson」（第5話）
シナリオ:ジョー・ハリス 絵:マシュー・ドー・スミス

### 日本版
徳間書店より少年キャプテンコミックススペシャルとして発行
XーFILES vol.1
「序章」作画：かきざき和美「氷」作画：板橋しゅうほう(1995/11/1 ISBN 978-4198301125)
XーFILES vol.2
「スクィーズ」作画：井上宣「海の彼方に」作画：坂田靖子(1996/2/1 ISBN 978-4198301156)
XーFILES vol.3
「炎」「影」作画：望月三起也(1996/4/1 ISBN 978-4198301347)

## テレビ版シーズン10
もともとFOXはこのシーズンを「ミニシリーズ」と位置付けていたが、Amazon.comをはじめとする動画配信サービスび多くの批評家から「シーズン10」と表記しており。FOXも第1話放送後に「シーズン10」の表記を使用するようになった。
日本では『X-ファイル 2016』としてで2016年6月1日からデジタル配信がスタートし、7月2日にDVD及びブルーレイBOXが発売された。また、漫画『金田一少年の事件簿R』とのタイアップが行われた。

## テレビ版シーズン11
シガレット・スモーキング・マンとスキナー副長官の過去を掘り下げるエピソードが存在すること、第3話がドッペルゲンガーを扱ったエピソードであることが明かされている。また、最終話がクリフハンガーで終了することも判明している。
一方、2018年1月1日にはスカリー役のジリアン・アンダーソンがシーズン11を最後にこの役を引退する意向であると報じられた。クリス・カーターは「アンダーソン抜きで『X-ファイル』を続行することは考えられません」と述べているが、シリーズを続行するためのアイデアがあることは認めている。また、デヴィッド・ドゥカヴニーも同様の反応を示している。

## 日本語吹替
テレビ朝日放映版とソフト版で異なったキャスティングの吹き替えが製作された。ソフト版はVHSテープへのパッケージングを前提に2話ずつ収録されたためか、非レギュラー声優の2話連続出演例が多数ある。新シリーズのX-ファイル 2016及び2018のソフト版には、モルダーとスカリーのみ両バージョン（小杉・相沢版、風間・戸田版）の吹き替えが収録されている。
| 役名               | ソフト版1                                                | テレビ朝日版                                                   | ソフト版2                                    | スカパー!版 |
| ------------------ | -------------------------------------------------------- | -------------------------------------------------------------- | -------------------------------------------- | ----------- |
| モルダー           | 小杉十郎太                                               | 風間杜夫                                                       | 風間杜夫                                     | 東幹久      |
| スカリー           | 相沢恵子                                                 | 戸田恵子                                                       | 戸田恵子                                     | 西田ひかる  |
| スキナー           | 島香裕                                                   | 小川真司                                                       | 島香裕                                       |             |
| ドゲット           | 大塚芳忠                                                 | てらそままさき                                                 |                                              |             |
| レイエス           | 佐々木優子                                               |                                                                | 佐々木優子                                   |             |
| フロハイキー       | 広瀬正志 高瀬右光                                        | 佐藤正治                                                       | 高瀬右光                                     |             |
| バイヤーズ         | 稲葉実                                                   | 速水奨                                                         | 稲葉実                                       |             |
| ラングリー         | 落合弘治                                                 | 曽我部和恭 加藤亮夫                                            | 落合弘治                                     |             |
| クライチェック     | 松本保典                                                 | 宮本充                                                         |                                              |             |
| スモーキングマン   | 小島敏彦                                                 | 山内雅人 筈見純                                                | 小島敏彦                                     |             |
| マニキュアマン     | 小山武宏                                                 | 納谷悟朗                                                       |                                              |             |
| ディープスロート   | 千田光男                                                 | 池田勝                                                         |                                              | KONISHIKI   |
| ミスターX          | 麦人                                                     | 田中信夫                                                       |                                              |             |
| その他ゲストキャラ | チョー 青野武 鈴置洋孝 子安武人 井上和彦 堀内賢雄 南央美 | 勝生真沙子 銀河万丈 小山茉美 寺島幹夫 堀勝之祐 翠準子 山路和弘 | 鈴木正和 島田敏 楠見尚己 甲斐田裕子 川島得愛 |             |
|                    |                                                          |                                                                |                                              |             |
| 翻訳               | 伊原奈津子 宮川桜子                                      | 平田勝茂                                                       | 伊原奈津子 宮川桜子                          |             |
| 演出               | 春日一伸                                                 | 福永莞爾                                                       | 福永莞爾                                     |             |

## 放送局

### テレビ朝日系列
- 放送期間：1995年11月22日〜1997年12月10日（レギュラー放送）、1998年〜2003年（『日曜洋画劇場』）
- 未放映エピソードがいくつかある（後述）。また、一部エピソードの放映順序が米国版と異なっており、極端な例では、シーズン2第43話「歪み」がシーズン3内で放映されている。
- シーズン3の放映時にはファンコーナーが設けられた。

#### スタッフ
- ナレーション：窪田等
- 翻訳：平田勝茂
- 演出：福永莞爾
- 調整：山田太平
- 効果：リレーション
- 担当：菅原由美子
- 制作：ムービーテレビジョンスタジオ、SFINX TimeWarp
- 配給：ムービーテレビジョン
- プロデューサー：圓井一夫

#### テーマソング
- シーズン1 - 「LOVE PHANTOM」 歌 - B'z
- シーズン2 - 「アンバランス」 歌 - 大黒摩季
- シーズン3 - 「TRUE NAVIGATION」 歌 - TWO-MIX

#### 未放映エピソード
- シーズン1 - 第23話「ローランド」
- シーズン2 - 第44話「サーカス」、第48話「カニバル」
- シーズン3 - 第56話「歩兵」、第58話「二世」、第59話「731」

#### ネット局
| 放送対象地域  | 放送局           | 系列           | ネット形態 | 備考               |
| ------------- | ---------------- | -------------- | ---------- | ------------------ |
| 関東広域圏    | テレビ朝日       | テレビ朝日系列 | 制作局     |                    |
| 北海道        | 北海道テレビ     | テレビ朝日系列 | 同時ネット |                    |
| 青森県        | 青森朝日放送     | テレビ朝日系列 | 同時ネット |                    |
| 岩手県        | 岩手朝日テレビ   | テレビ朝日系列 | 同時ネット | 1996年10月開局から |
| 宮城県        | 東日本放送       | テレビ朝日系列 | 同時ネット |                    |
| 秋田県        | 秋田朝日放送     | テレビ朝日系列 | 同時ネット |                    |
| 山形県        | 山形テレビ       | テレビ朝日系列 | 同時ネット |                    |
| 福島県        | 福島放送         | テレビ朝日系列 | 同時ネット |                    |
| 新潟県        | 新潟テレビ21     | テレビ朝日系列 | 同時ネット |                    |
| 長野県        | 長野朝日放送     | テレビ朝日系列 | 同時ネット |                    |
| 山梨県        | 山梨放送         | 日本テレビ系列 | 遅れネット |                    |
| 静岡県        | 静岡朝日テレビ   | テレビ朝日系列 | 同時ネット |                    |
| 富山県        | 北日本放送       | 日本テレビ系列 | 遅れネット |                    |
| 石川県        | 北陸朝日放送     | テレビ朝日系列 | 同時ネット |                    |
| 中京広域圏    | 名古屋テレビ     | テレビ朝日系列 | 同時ネット |                    |
| 近畿広域圏    | 朝日放送         | テレビ朝日系列 | 同時ネット | [ 注釈 11 ]        |
| 島根県 鳥取県 | 山陰中央テレビ   | フジテレビ系列 | 遅れネット |                    |
| 広島県        | 広島ホームテレビ | テレビ朝日系列 | 同時ネット | [ 注釈 12 ]        |
| 山口県        | 山口朝日放送     | テレビ朝日系列 | 同時ネット |                    |
| 香川県 岡山県 | 瀬戸内海放送     | テレビ朝日系列 | 同時ネット |                    |
| 愛媛県        | 愛媛朝日テレビ   | テレビ朝日系列 | 同時ネット |                    |
| 高知県        | テレビ高知       | TBS系列        | 遅れネット |                    |
| 福岡県        | 九州朝日放送     | テレビ朝日系列 | 同時ネット |                    |
| 長崎県        | 長崎文化放送     | テレビ朝日系列 | 同時ネット |                    |
| 熊本県        | 熊本朝日放送     | テレビ朝日系列 | 同時ネット |                    |
| 大分県        | 大分朝日放送     | テレビ朝日系列 | 同時ネット |                    |
| 宮崎県        | 宮崎放送         | TBS系列        | 遅れネット |                    |
| 鹿児島県      | 鹿児島放送       | テレビ朝日系列 | 同時ネット |                    |
| 沖縄県        | 琉球朝日放送     | テレビ朝日系列 | 同時ネット |                    |

| テレビ朝日系 水曜20:00枠（1995年11月 - 1996年5月）  | テレビ朝日系 水曜20:00枠（1995年11月 - 1996年5月） | テレビ朝日系 水曜20:00枠（1995年11月 - 1996年5月） |
| 前番組                                              | 番組名                                             | 次番組                                             |
| --------------------------------------------------- | -------------------------------------------------- | -------------------------------------------------- |
| 水曜特バン! （19:30〜20:54）                        | X-ファイル                                         | シカゴホープ                                       |
| テレビ朝日系 水曜20:00枠（1996年10月 - 1997年12月） |                                                    |                                                    |
| シカゴホープ                                        | X-ファイルII X-ファイルIII                         | シカゴホープ2                                      |

#### 日曜洋画劇場
シーズン4以降は一部のエピソード2～3話分を編集して『日曜洋画劇場』枠で放送された。
| タイトル                   | 放送日         | 含まれるエピソード                                                          |
| -------------------------- | -------------- | --------------------------------------------------------------------------- |
| MAX                        | 1998年12月6日  | 第90話、第91話「MAX」Part1、2                                               |
| MASTER PLAN                | 1999年3月21日  | 第73話「タリサ・クミ」、第74話「支配者」                                    |
| REDUX/帰還                 | 1999年9月26日  | 第97話「ゲッセマネ」、第98話、第99話「帰還」Part1、2                        |
| ペイシェントX              | 1999年12月12日 | 第110話「ペイシェントX」、第111話「赤と黒」                                 |
| ジ・エンド/ザ・ビギニング  | 2001年8月26日  | 第117話「ジ・エンド」、第118話「ビギニング」                                |
| ファイト・ザ・フューチャー | 2002年3月31日  | 第128話、第129話「ファイト・ザ・フューチャー」Part1、2                      |
| 第六の絶滅                 | 2002年10月6日  | 第139話「創世記」、第140話、第141話「第六の絶滅」Part1、2                   |
| さらばモルダー             | 2003年7月6日   | 第161話「レクイエム」、第162話、第163話「サーチ・フォー・モルダー」Part1、2 |

### その他の放送局
- FOX
- BS朝日
- Dlife - 2014年8月18日よりHDリマスター版を放送[注釈 13]

## 小説版
『X-ファイル』の小説シリーズも出版されており、日本では角川文庫から刊行されている。
『X-ファイル - 未来と闘え』と『X-ファイル - 真実を求めて』は、映画作品のノベライズで、それ以外の作品はオリジナルエピソードとなっている。執筆はケヴィン・J・アンダーソンやベン・メズリックらの手によるものであり、いずれの作品も南山宏が翻訳を手がけている。
登場人物の設定はほとんどテレビドラマに準拠しており、いずれの主人公もフォックス・モルダーとダナ・スカリーの両名である。
- 『X-ファイル - 闇に潜むもの』（The X-files : Goblins、クリス・カーター, チャールズ・グラント、南山宏訳、角川書店） 1995　ISBN 4042678017
- 『X-ファイル - 旋風』（The X-files : Whirlwind、クリス・カーター, チャールズ・グラント、南山宏訳、角川書店） 1995　ISBN 4042678025
- 『X-ファイル - グラウンド・ゼロ』（The X-files : Ground Zero、クリス・カーター, ケヴィン・J・アンダーソン、南山宏訳、角川書店） 1996　ISBN 4042678033
- 『X-ファイル - 遺跡』（The X-files : Ruins、クリス・カーター, ケヴィン・J・アンダーソン、南山宏訳、角川書店） 1996　ISBN 4042678041
- 『X-ファイル - 呪われた抗体』（The X-files : Antibodies、クリス・カーター, ケヴィン・J・アンダーソン、南山宏訳、角川書店） 1997　ISBN 404267805X
- 『X-ファイル - 未来と闘え』（The X‐files : Fight the Future、クリス・カーター, エリザベス・ハンド、南山宏訳、角川書店） 1998　ISBN 4042678068
- 『X-ファイル - 移植』（The X-files : Skin、クリス・カーター, ベン・メズリック、南山宏訳、角川書店） 1999　ISBN 4042678076
- 『X-ファイル - 真実を求めて』（The X‐files : I want to believe、マックス・アラン・コリンズ、南山宏訳、角川書店） 2008　ISBN 9784042826125

## スピンオフ
2001年にスピンオフ作品として、モルダー捜査官を助ける3人組が主人公のテレビドラマ『ローン・ガンメン（The Lone Gunmen）』が1シーズン13話のみ製作され、X-ファイルのシーズン8と並行する形で放送された。その最終回はX-ファイルシーズン9のエピソードにつながる。日本ではセルビデオが3話だけ発売されたのみ。CS放送のFOXチャンネルにて全13話がビデオシリーズの吹き替えキャストで数回放送された。

## リリース

### DVD・Blu-ray
シーズン1
- X-ファイル シーズン・ファースト DVDコレクターズ・ボックス - 2001年3月6日発売
- X-ファイル シーズン・ファースト DVD-BOX - 2007年7月27日発売
- X-ファイル シーズン1 <SEASONSコンパクト・ボックス> - 2010年5月29日発売

シーズン2
- X-ファイル シーズン・セカンド DVDコレクターズ・ボックス - 2001年6月18日発売
- X-ファイル シーズン・セカンド DVD-BOX - 2007年7月27日発売
- X-ファイル シーズン2 <SEASONSコンパクト・ボックス> - 2010年11月5日発売

シーズン3
- X-ファイル シーズン・サード DVDコレクターズ・ボックス - 2002年2月8日発売
- X-ファイル シーズン・サード DVD-BOX - 2007年7月27日発売
- X-ファイル シーズン3 <SEASONSコンパクト・ボックス> - 2010年11月5日発売

シーズン4
- X-ファイル シーズン・フォー DVDコレクターズ・ボックス - 2002年6月19日発売
- X-ファイル シーズン・フォー DVD-BOX - 2007年8月25日発売
- X-ファイル シーズン4 <SEASONSコンパクト・ボックス> - 2010年11月5日発売

シーズン5
- X-ファイル シーズン・ファイブ DVDコレクターズ・ボックス - 2003年4月4日発売
- X-ファイル シーズン・ファイブ DVD-BOX - 2007年8月25日発売
- X-ファイル シーズン5 <SEASONSコンパクト・ボックス> - 2011年1月7日発売

シーズン6
- X-ファイル シーズン・シックス DVDコレクターズ・ボックス - 2003年7月4日発売
- X-ファイル シーズン・シックス DVD-BOX - 2007年9月21日発売
- X-ファイル シーズン6 <SEASONSコンパクト・ボックス> - 2011年1月7日発売

シーズン7
- X-ファイル シーズン・セブン DVDコレクターズ・ボックス - 2004年3月5日発売
- X-ファイル シーズン・セブン DVD-BOX - 2007年9月21日発売
- X-ファイル シーズン7 <SEASONSコンパクト・ボックス> - 2011年1月7日発売

シーズン8
- X-ファイル シーズン・エイト DVDコレクターズ・ボックス - 2004年6月25日発売
- X-ファイル シーズン・エイト DVD-BOX - 2007年10月26日発売
- X-ファイル シーズン8 <SEASONSコンパクト・ボックス> - 2011年7月6日発売

シーズン9
- X-ファイル 終章 DVDコレクターズ・ボックス - 2004年10月8日発売
- X-ファイル 終章 DVD-BOX - 2007年10月26日発売
- X-ファイル シーズン9 <SEASONSコンパクト・ボックス> - 2011年7月6日発売

シーズン10
- X-ファイル 2016 ブルーレイBOX - 2016年7月2日発売
- X-ファイル 2016 <SEASONSコンパクト・ボックス> - 2016年7月2日発売

シーズン11
- X-ファイル 2018 ブルーレイBOX - 2019年4月2日発売
- X-ファイル 2018 <SEASONSコンパクト・ボックス> - 2019年4月2日発売

劇場版
- X-ファイル ザ・ムービー<劇場版>スペシャル・エディション - 2000年10月27日発売
- X-ファイル：真実を求めて<ディレクターズ・カット> - 2009年4月2日発売
- X-ファイル 劇場版 ブルーレイディスクBOX - 2009年4月2日発売。劇場版2作品を収録
- X-ファイル ブルーレイコレクション - 2016年7月6日発売予定。劇場版2作品を収録

X-ファイル傑作選 DVD-BOX
- 2008年10月3日発売。クリス・カーターとフランク・スポトニッツが厳選した8つのエピソードを収録（「序章」「海の彼方に」「宿主」「休息」「メメント・モリ」「プロメテウス」「吸血」「ミラグロ」）

X-ファイル コレクターズブルーレイBOX
- 2016年3月11日発売。1～9シーズンをBlu-ray化。日本版のみ劇場版2作品を同梱した57枚組。テレビ朝日版吹替音声収録、シーズン1第1話の吹替台本を2冊（ソフト版・テレビ朝日版）とガイドブックを封入。

隔週刊 X-ファイルDVDコレクション
- 2005年2月と2009年5月にデアゴスティーニ・ジャパン社より出版。内容はDVDとブックレットのセット。全49巻。吹き替えキャストはソフト版。

### ゲーム
X-ファイル ザ・ゲーム
- 1998年12月にエレクトロニック・アーツ・スクウェアから発売されたPC用（Win/Mac）アドベンチャーゲーム。CD-ROM7枚組。同年5月にアメリカで発売された日本語版であり、吹き替えキャストはソフト版。翌年にPS版も発売されているが、こちらは日本未発売。

The X-Files: Resist or Serve
- 2004年3月16日発売。PS2用サバイバルホラーゲーム。日本未発売。

### 子供向け絵本
The X-Files Earth Children Are Weird
- 2017年8月29日、クワーク・ブックスから『X-ファイル』の子供向け絵本が発売される予定である。小学生のモルダーとスカリーがキャンプをしている最中、奇怪な出来事が次々と生じる。「宇宙人の仕業だ」と騒ぐモルダーに、スカリーが科学的見地からそれらの現象に説明を加えていくという内容になっている。

## パロディ
本作は日本でも一定の知名度があることから、数多くのパロディが作られた。また、怪奇・オカルト系のバラエティ番組で『X-ファイル』というタイトルが使用されたり、マーク・スノウ作曲によるテーマ曲も耳にする機会が多い。以下は代表的なパロディを記す。
- ザ・シンプソンズ - モルダーとスカリーが登場するエピソードがあり、日本では2000年に初放送された。吹き替えは風間と戸田が担当している。
- 妖怪ウォッチ3 スシ/テンプラ - ニンテンドー3DS用ゲームソフト。本作のパロディとして「Y-ファイル」を扱う「FBY捜査官」のマルダー（声：堺雅人）とカクリー（声：菜々緒）が登場する[36]。
- SE-Xふぁいる - 五十嵐雄策が2015年に発表したライトノベルで、「ラブダクション・コメディ」に属する作品。主人公の名前は護田（もるだ）映一郎[37]。
- 劇場版『クレヨンしんちゃん 襲来!!宇宙人シリリ』にモルダダ（声：蛍原徹）とカスリーという二人組が宇宙人を追うエージェントとして登場する。
- 秘密結社鷹の爪団 - 劇場版『鷹の爪８吉田の×ファイル』に21世紀の2055年の未来から20世紀にやってきた世界連邦捜査局の捜査官モレルダー（声：杉田智和）とナスカリー（声：松本梨香）が登場する。
- 「スタートレック:ディープスペースナイン」シーズン5「伝説の時空へ」に登場する時空調査官ダルマーとラクスリー（Dulmur & Lucsly）は、 モルダーとスカリー（Mulder & Scully）のスペルを入れ替えたものである[38]。
- GS美神 極楽大作戦!! - 茂流田 & 須狩（もるだ & すかり）なる二人組が登場。
- FRINGE/フリンジ - FBI内にXファイル課なる部署があることが台詞で語られる。